# Bathyaploactis curtisensis
Bathyaploactis curtisensis är en fiskart som beskrevs av Whitley, 1933. Bathyaploactis curtisensis ingår i släktet Bathyaploactis och familjen Aploactinidae. Inga underarter finns listade.